# Galinha pedrês cântabra
A galinha pedrês (em castelhano: gallina pedresa), cuca ou franciscana é uma raça autóctone da Cantábria, Espanha. É uma galinha pequena e adaptada ao clima húmido de La Montaña de Cantabria. Ao longo dos anos esta ave de carácter vivo e rústico tem sido um elemento finque da economia de subsitencia do meio rural, pois apesar de não ser uma grande ponedora, sua grande adaptação a permitiu viver do alimento que ela mesma busca, não requerendo praticamente manutenção. Como aves camperas, os galos têm um forte carácter, que lhe permite se impor a raças de maior tamanho que convivem com ele.

## Características
A primeira descrição morfológica da galinha pedrês aparece numa notícia de data de junho de 1919 em vários jornais de atirada regional. A notícia fala do Concurso Avícola Cantábrico celebrado em Santander nesse mesmo ano, no participavam raças de Astúrias, Vizcaya, Guipúzcoa e Cantábria, exclusivamente. Nela aparece definida a galinha pedrês como uma galinha de patas amarelas e sem plumas, com quatro dedos, bico amarelo, crista singela e orejillas brancas.
Em 1961, o veterinário cântabro Dr. Benito Madariaga da Campa, publicou, através do Departamento de Zootecnia do Conselho Superior de Investigações Científicas, o primeiro padrão morfológico da pedrês baixo o título “Estudos Avícolas. A Raça Pedrês”.:
- Cabeça média e bem formada.
- Crista de médio tamanho, singela e de espessura média. Direita nos animais jovens e de cor vermelha.
- Olho redondo, brilhante, com esclerótica cor vermelha tomate e retina escura.
- Cara fina e de cor vermelha.
- Bico curto encorvado e amarelo.
- Barbillas grandes vermelhas e iguais, no macho longas e em forma de carteira ou pesa.
- Orejillas finas, arrendondadas, rugosas e de cor que oscila do alvo ao creme.
- Pescoço gracioso e bem formado.
- Tarsos direitos, amarelos e sem presença de plumas.
- Dedos médios em tamanho e de cor amarela.
- Ovo médio de cor creme.

No ano 2000 dentro de um artigo publicado numa revista aparece um estándar da pedrês de tipo moderno, é uma galinha tipo atlántico, que tem perdido suas características originais. Também aparecem dentro deste mesmo artigo variações de cor da pedrês, nevada, ou morfológicas, como a pedrês de pescoço pelado.
De acordo com este padrão proposto por Madariaga e a natureza das instâncias existentes na região, está a levar-se a cabo um programa de recuperação da raça.

## História
Desde finais do século XX, o crescimento económico de Cantabria, a mudança de regimes de exploração de extensiva a estabulaciones e o maior acesso a pensos elaborados para animais, supôs a progressiva substituição da pedrês por espécies que não requeriam adaptação ao clima húmido e a semilibertad e que resultavam nas novas condições bem mais produtivas.
A esta substituição teve que lhe somar o intenso cruze com essas novas galinhas sobretudo para melhorar seu rendimento produtivo, mas também com intenções estéticas de melhorar o barrado, como o daninho cruze com a americana Plymouth Rock que ao ser também uma galinha barrada deu lugar a formas mestizas, com mais volume e peso, chegando aos 4 quilos os machos e 3 quilos as fêmeas. Ademais fez perder outras características como a orejilla branca, o pequeno tamanho e o forte carácter agreste do galo pedrês.
Tudo isto fez que no final dos 1990 se considerasse a raça praticamente extinta.

## Actualidade
Desde esse momento a Associação Cultural Tudanca começou a busca de instâncias puras que se encontraram o Liébana, Valdeolea e Saja-Nansa que permitiram fixar as características próprias da raça. Desde então com o impulso do Leader Plus do Grupo de Acção Local Saja Nansa e o apoio da Consejería do Meio Rural do Governo de Cantabria, criou-se um centro de selecção e reprodução e uma Associação de Criadores de Galinha Pedrês com uma rede de galinheiros que na actualidade conta com ao redor de 100 galinheiros com mínimo de dez galinhas e dois galos por curral.
Mais recentemente a Associação Cántabra para a Conservação e Alavancagem da Galinha Pedrês, está inmersa na recuperação da galinha, tal e como a descreveram entre outros, o doutor Benito Madariaga da Campa, no ano 1961, dom Salvador Castelló Carreiras no ano 1930, Manuel Plano ou Francisco Cobria em 1934, uma galinha ligeira de carácter vivaz e muito rústica.